# Khorkhog

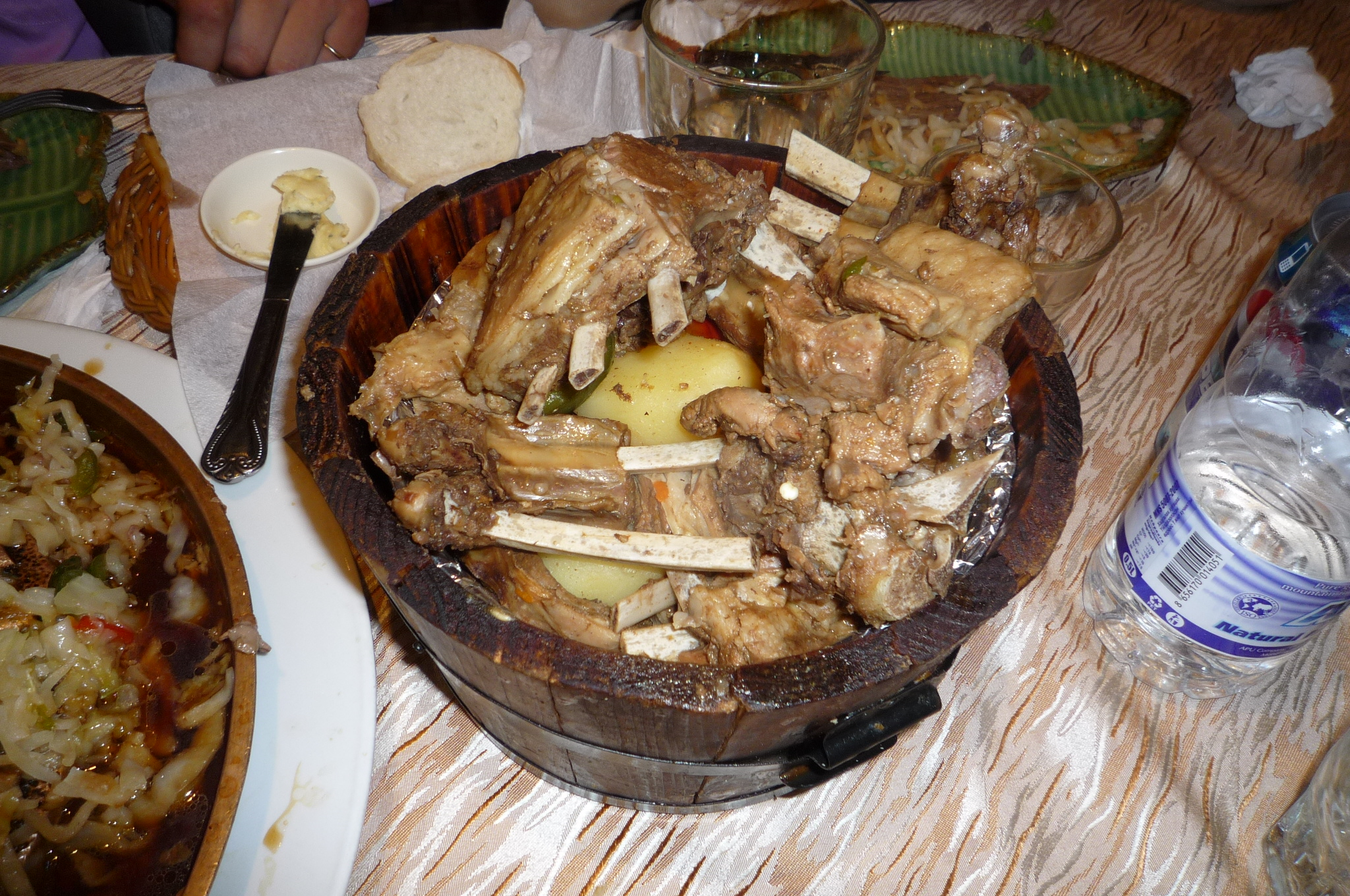
Khorkhog

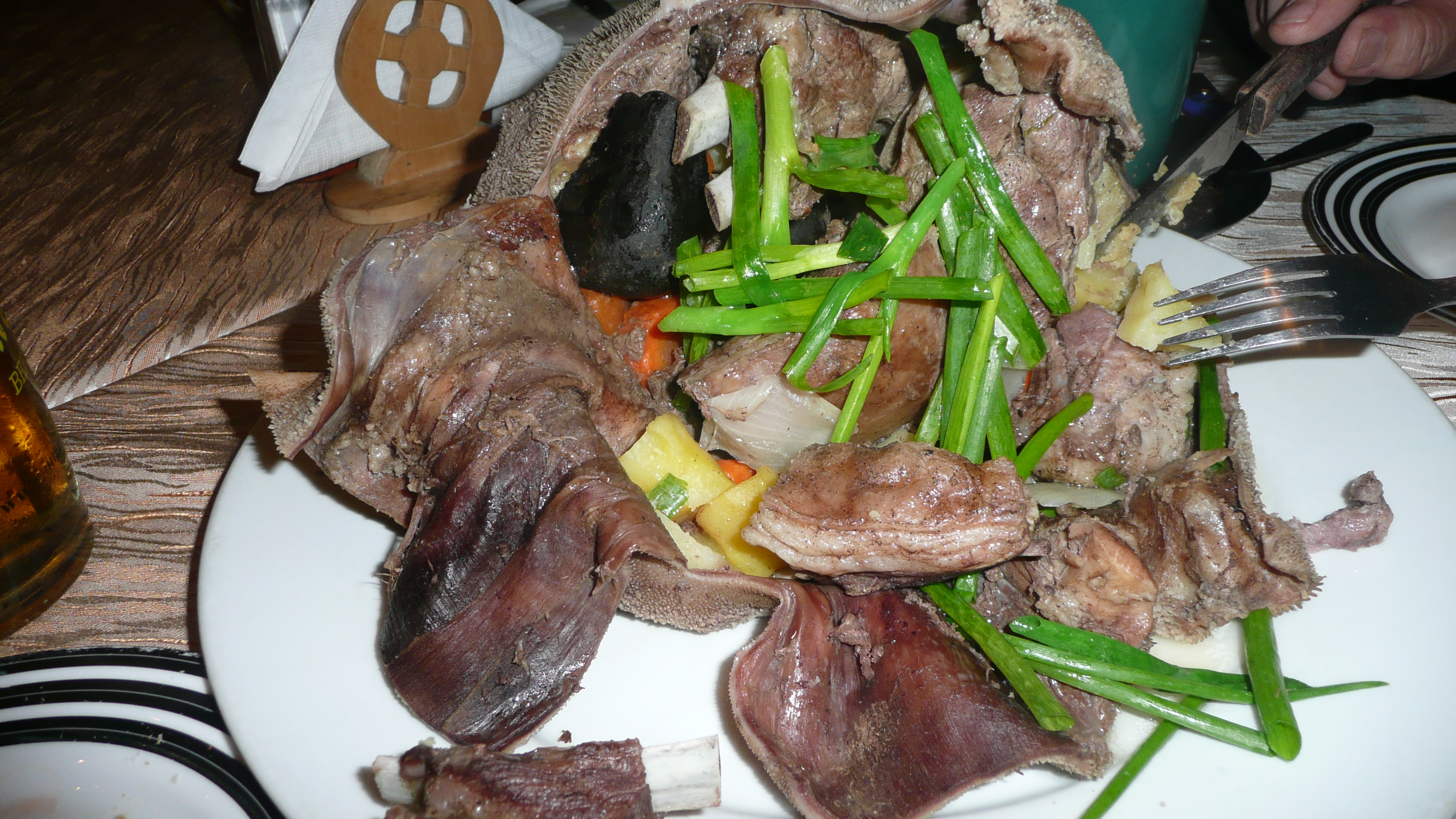
Khorkhog

Khorkhog (tiếng Mông Cổ: Xopxoг) là một món thịt nướng hun khói (Barbecue) trong ẩm thực Mông Cổ, đây là món thịt nướng hay tiệc nướng Mông Cổ (Mongolian BBQ) đích thực. Khorkhog (horhog) được biết đến là món thịt hầm đá, nguyên liệu thịt ở đây chủ yếu là thịt cừu, nhưng cũng có thể dùng thịt dê để thay thế Mặc dù theo truyền thống món ăn này thuộc về thể loại thịt nướng nhưng cách chế biến đặc biệt khiến nó trông giống với thịt hầm hơn.

## Tổng quan
Khí hậu khắc nghiệt và thảo nguyên chăn thả gia súc bao la khiến ẩm thực Mông Cổ chủ yếu xoay quanh các món từ thịt và chất béo động vật. Ở đây, người ta tận dụng mọi bộ phận trên con vật để chế biến món ăn, thậm chí toàn bộ đầu, nội tạng và mỡ. Nhờ việc khí hậu khắc nghiệt và sở hữu vùng thảo nguyên bao la chuyên chăn thả gia súc, vì thế ẩm thực Mông Cổ chủ yếu xoay quanh các món chế biến từ thịt và chất béo động vật, do thiên nhiên ở đây quá khắc nghiệt, thảo nguyên thì mênh mông, nhưng đất sỏi đá, chẳng thể trồng trọt được gì
Chính vì nhiều sỏi đá và lượng thịt nhiều, người Mông Cổ đã tận dụng nguồn nguyên liệu thịt cừu sẵn có để làm nên món nướng Khorkhog đặc trưng của quốc gia này. Thịt cừu được nướng cùng với rau củ trên các tảng đá nóng đặt trong nồi kín, đổ đầy nước, khóa kín nắp trước khi được đưa vào trong lò nướng. Các gia đình Mông Cổ thường nấu Khorkhog để chiêu đãi khách đến nhà và cho người khách có cơ hội được chạm tay vào các hòn đá trong nồi. Món Khorkhog chính vì vậy còn được gọi thịt cừu hầm đá nóng (hầm trong nồi to, hoặc có khi cho đá nóng vào cả con cừu hay dê bọc da).
Các món cừu của người Mông Cổ đa dạng với nhiều cách chế biến khác nhau, nhưng nổi bật và ấn tượng hơn cả vẫn là các món nướng. Đùi cừu nướng cùng các loại rau thơm, thảo quả được xem là linh hồn của tất cả các bữa tiệc của người Mông Cổ, những xiên thịt cừu chín dường như đã trở thành một nét văn hóa của người dân Mông Cổ. Thưởng thức thịt cừu nướng không chỉ còn đơn thuần là một bữa ăn mà đó đã trở thành biểu tượng cho sự sum vầy, đoàn kết của những con người nơi đây.
Trong văn hóa của người Mông Cổ, ăn có nghĩa là ăn thịt không như Việt Nam là ăn cơm. Bên cạnh sữa, thịt là nguyên liệu luôn có mặt trong bữa ăn của người dân xứ du mục. Thịt được gọi là thức ăn đỏ. Các loại thịt chủ yếu được dùng là thịt dê, thịt bò, thịt ngựa và thịt cừu, cách thức chế biến quen thuộc là hầm nhừ hoặc nướng. Không chỉ có cách nướng truyền thống là nướng trực tiếp trên lửa, người Mông Cổ còn sáng tạo ra rất nhiều cách nướng mới lạ như nướng theo phong cách Teppanyaki (nướng trên bàn thiếc), nướng bằng đá, miếng thịt hấp dẫn phải được nướng cháy cạnh bên ngoài nhưng chín tới bên trong, thịt nướng không khô và giữ được vị ngọt vốn có.

## Chế biến

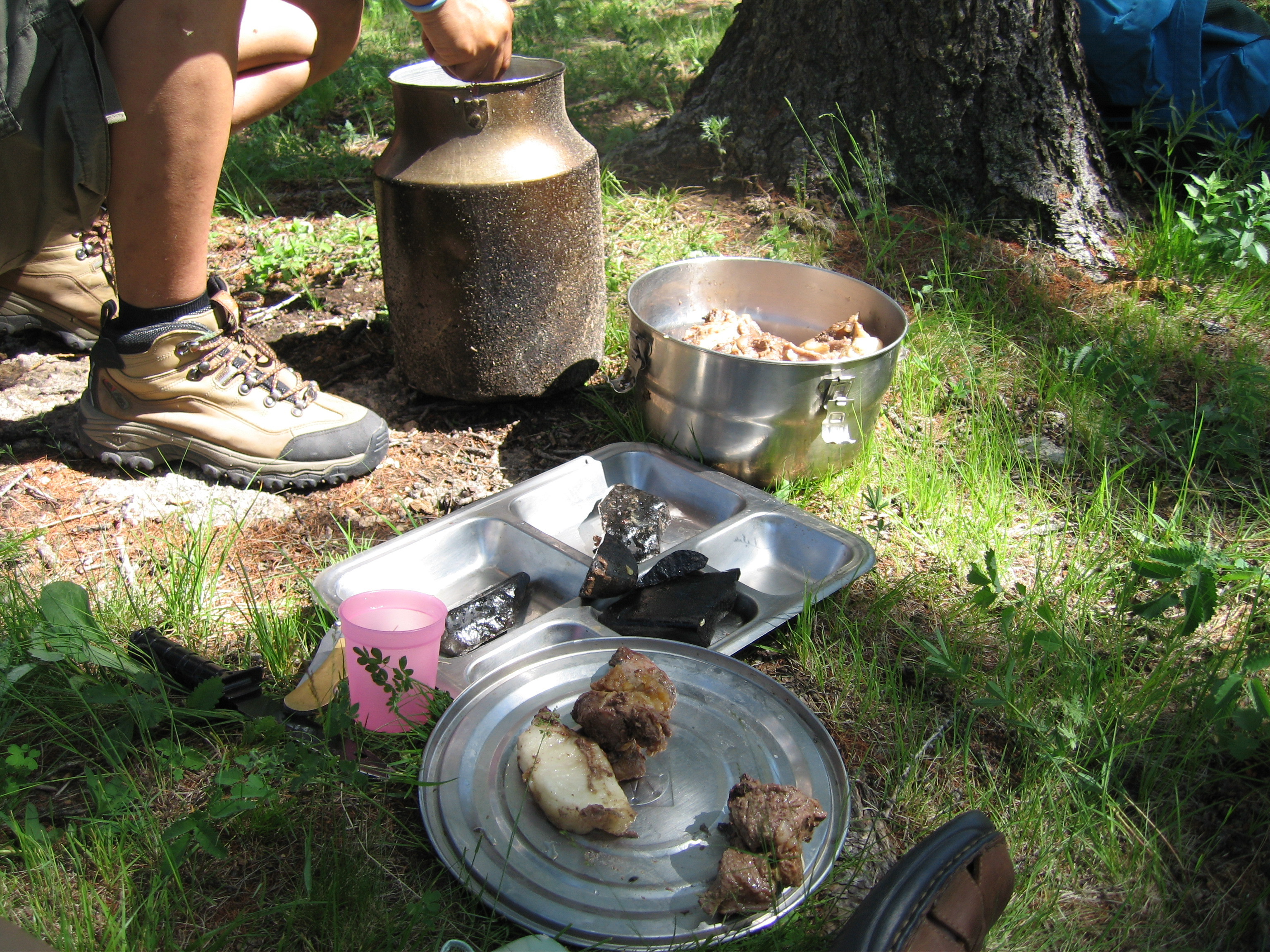
Chế biến món Khorkhog

Không chỉ khiến người ngoại quốc tò mò về thực đơn hàng ngày, cách chế biến món ăn nơi đây cũng khiến nhiều người ngỡ ngàng. Ngoài món boodog trứ danh, người Mông Cổ còn tự hào về món dê hầm đá nướng độc đáo của mình. Nguyên liệu để làm dê hầm đá nướng gồm thịt dê được pha thành từng tảng nhỏ đã bỏ xương, rau củ, một chút gia vị và đá. Không phải loại đá nào cũng được tận dụng để nấu nướng. Người dân nơi đây chỉ chọn khoảng 20-25 hòn đá to tương đương với nắm tay, bề mặt nhẵn rồi rửa sạch, hơ nóng trong lửa suốt hàng tiếng đồng hồ. Sau khi sơ chế đá, người ta xếp xen kẽ đá với các tảng thịt sao cho vừa khít chiếc nồi nấu.
Lớp trên cùng được lấp đầy bằng củ, gia vị và rau xanh nếu có. Chỉ đến khi sắp xếp các tầng thức ăn ưng ý, người nấu mới đổ nước, nổi lửa hầm nhừ thịt trong vòng 1 tiếng rưỡi. Những tảng thịt và khúc rau củ nhanh chóng được làm chín nhờ lượng nhiệt tỏa ra từ đá tỏa ra và dưới bếp bốc lên. Ngoài tác dụng giúp món ăn chín đều, các viên đá khô khốc còn có tác dụng thấm bớt lớp mỡ ngậy của thịt dê. Khi ra lò, món ăn được thưởng thức bằng tay thay vì dùng dĩa để tách nhỏ. chỉ có thể tận hưởng dê hầm đá nướng do những người dân quen cuộc sống du mục chứ hiếm khi được phục vụ tại các nhà hàng, nhấm nháp những miếng thịt dê ngọt mềm, béo ngậy thơm phức này.
Dê cũng là món khá phổ biến, nhất là món dê hầm đá, Không phải loại đá nào cũng được sử dụng để nấu nướng. Người dân nơi đây chỉ chọn khoảng 20-25 hòn đá to tương đương với nắm tay, bề mặt nhẵn rồi rửa sạch, hơ nóng trong lửa suốt hàng tiếng đồng hồ. Người ta xếp xen kẽ đá với các thịt sao cho vừa chiếc nồi nấu. Lớp trên cùng được phủ đều củ, gia vị và rau xanh nếu có. Ngoài tác dụng giúp món ăn chín đều, các viên đá còn có tác dụng là thấm bớt lớp mỡ ngậy của thịt dê. Món ăn này nên thưởng thức bằng tay thay vì dùng nĩa. Món dê hầm đá nướng là những cục đá nhặt ngoài đồng nướng cho chín đỏ rồi bỏ vào nồi thịt, thêm vài củ khoai tây và nêm một chút muối.